# NGC 1024
NGC 1024 ist eine Spiralgalaxie vom Hubble-Typ Sab im Sternbild Widder nördlich der Ekliptik. Sie ist schätzungsweise 160 Millionen Lichtjahre von der Milchstraße entfernt und hat einen Durchmesser von etwa 180.000 Lj. Gemeinsam mit NGC 990 und NGC 1029 bildet sie die kleine NGC 1024-Gruppe (LGG 69).
Halton Arp gliederte seinen Katalog ungewöhnlicher Galaxien nach rein morphologischen Kriterien in Gruppen. Diese Galaxie gehört zu der Klasse Verschiedene (Arp-Katalog).
Im selben Himmelsareal befindet sich u. a. die Galaxie NGC 1028.
Das Objekt wurde am 18. September 1786 vom deutsch-britischen Astronomen Wilhelm Herschel entdeckt.

## NGC 1012-Gruppe (LGG 69)
| Galaxie  | Alternativname | Entfernung/Mio. Lj |
| -------- | -------------- | ------------------ |
| NGC 1024 | PGC 10048      | 160                |
| NGC 990  | PGC 9890       | 159                |
| NGC 1029 | PGC 10078      | 164                |